# Partit Popular (Grècia)
Partit Popular (grec Λαїκό Κομμα Laiko Komma, LK) fou un partit polític grec d'ideologia conservadora i monàrquica fundat el 1920 per Dimítrios Gúnaris, principal rival polítics d'Elevthérios Venizelos i el seu Partit Liberal, a partir del Partit Nacionalista (Komma Ethnikofronon) l'octubre de 1920, després del seu retorn de l'exili a Còrsega. Gúnaris els seus candidats van fer campanya a favor de la retirada de l'exèrcit grec de l'Àsia Menor que havia ocupat com a part del Tractat de Sèvres després de la Primera Guerra Mundial. El partit va guanyar les eleccions legislatives gregues de 1920 i formà governs successius dirigits per Gúnaris, Nikolaos Stratos i Petros Protopapadakis.
No obstant això, va poder complir la seva promesa de portar les tropes de tornada a casa i es va enredar més a l'Àsia Menor que els seus predecessors del Partit Liberal. Per complicar més les coses, la mort del rei Alexandre I de Grècia el 25 d'octubre de 1920 va portar el retorn de l'exiliat Constantí I de Grècia per haver donat suport que va costar Grècia amb el suport a les Potències Centrals. La derrota a la Guerra greco-turca (1919-1922) i el posterior desastre a l'Àsia Menor provocaren que fossin enderrocats pels caps militars, que els consideraven responsables de la catàstrofe nacional.
Els seus dirigents, inclòs Dimítrios Gúnaris, van ser executats després d'un curt judici i el partit va patir grans pèrdues a les següents eleccions. No obstant això, va tornar al poder el 1933, sota la direcció de Panagis Tsaldaris i el 1935 va ocupar un paper principal en el restabliment de la monarquia amb el retorn del rei Jordi II de Grècia.
Després de la mort de Panagis Tsaldaris el 1936, Konstandinos Tsaldaris liderà el partit i a les eleccions legislatives gregues de 1946 va aconseguir una gran victòria. El partit donà suport a la restauració de Jordi II en el plebiscit de 1946, durant un període de fort conflicte civil. Tanmateix, Konstandinos Tsaldaris renuncià, per tal que es pogués formar un govern d'unitat nacional (centre-liberals i conservadors) sota el lideratge del polític liberal Themistoklis Sophoulis. Aquest govern, amb la participació tant del Partit Popular com del Partit Liberal, dirigí al país durant la guerra civil.
El Partit Popular continua sent el partit dominant de la dreta fins a 1950, però, en 1951, el Reagrupament Grec del general retirat Alexandros Papagos el va escombrar les eleccions i el Partit Popular quedà al marge de la política grega. Després de la derrota a les eleccions legislatives gregues de 1958 fou dissolt pel seu darrer líder Konstandinos Tsaldaris. Els seus partidaris foren absorbits per la Unió Nacional Radical de Konstandinos Karamanlís, successor del Reagrupament Grec.

## Resultats electorals

### Eleccions legislatives
| Any  | Líder                  | Vots                 | %                    | Escons               | +/-                  | Govern               |
| ---- | ---------------------- | -------------------- | -------------------- | -------------------- | -------------------- | -------------------- |
| 1923 | Panagis Tsaldaris      | No hi van participar | No hi van participar | No hi van participar | No hi van participar | No hi van participar |
| 1926 | Panagis Tsaldaris      | 194.293              | 20,27                | 60 / 279             | Nou                  | Oposició             |
| 1928 | Panagis Tsaldaris      | 243.543              | 23,94                | 19 / 250             | 41                   | Oposició             |
| 1932 | Panagis Tsaldaris      | 395.974              | 33,80                | 95 / 250             | 76                   | Minoria              |
| 1933 | Panagis Tsaldaris      | 434.550              | 38.07                | 118 / 300            | 23                   | Minoria              |
| 1935 | Panagis Tsaldaris      | Dins el SKK          | Dins el SKK          | 254 / 300            | 136                  | Majoria              |
| 1936 | Panagis Tsaldaris      | 281.597              | 22,10                | 72 / 300             | 182                  | Coalició             |
| 1946 | Panagis Tsaldaris      | Dins el UNP          | Dins el UNP          | 156 / 354            | 84                   | Coalició             |
| 1950 | Konstantinos Tsaldaris | 317.512              | 18,80                | 62 / 250             | 94                   | Oposició             |
| 1951 | Konstantinos Tsaldaris | 113.876              | 6,66                 | 2 / 258              | 60                   | Oposició             |
| 1952 | Konstantinos Tsaldaris | 16.767               | 1,05                 | 0 / 300              | 2                    | Extraparlamentari    |
| 1956 | Konstantinos Tsaldaris | Dins la UD           | Dins la UD           | 3 / 300              | 3                    | Oposició             |
| 1958 | Konstantinos Tsaldaris | Dins l'ELK           | Dins l'ELK           | 2 / 300              | 1                    | Oposició             |